# Eleições estaduais em Santa Catarina em 1960
As eleições estaduais em Santa Catarina em 1960 aconteceram em 3 de outubro como parte das eleições em onze estados cujos governadores exerciam um mandato de cinco anos. No caso em questão foram eleitos o governador Celso Ramos e o vice-governador Doutel de Andrade.
Natural de Lages, Celso Ramos trabalhou na agropecuária, foi agente da Companhia de Navegação Costeira e estabeleceu-se como empresário depois ao fundar uma madeireira, a Companhia Florestal de Santa Catarina. Também fundou a Sindicato da Indústria de Extração de Madeiras de Santa Catarina e a Federação das Indústrias do Estado de Santa Catarina, a qual presidiu entre 1950 e 1960 e depois de 1966 a 1968. Presidente do conselho estadual do Serviço Nacional de Aprendizagem Industrial (SENAI) e fundador da instituição, integrou a Confederação Nacional da Indústria e presidiu o Avaí Futebol Clube entre 1941 e 1946. Irmão de Nereu Ramos, descende de uma tradicional família de políticos, sempre compondo as fileiras do PSD. Embora tenha perdido a eleição para o mandato de senador numa refrega contra Irineu Bornhausen em 1958, Celso Ramos venceu o mesmo em 1960 ao eleger-se governador de Santa Catarina.
Nascido no Rio de Janeiro, Doutel de Andrade ingressou no jornalismo antes de formar-se advogado na Universidade Federal Fluminense. Como repórter, trabalhou em O Globo, Diretrizes, Diário da Noite e O Jornal, cobrindo a Assembleia Nacional Constituinte responsável pela Constituição de 1946. Vinculado politicamente a João Goulart, foi advogado do Banco do Brasil, secretário-geral do PTB, chefe de gabinete do Ministério do Trabalho e diretor da Rádio Mauá durante o segundo governo de Getúlio Vargas. Eleito deputado federal por Santa Catarina em 1958 e vice-governador do respectivo estado em 1960, acumulou os dois cargos porque não foi convocado para assumir o governo estadual.

## Resultado da eleição para governador
Os números a seguir têm por fonte os arquivos do Tribunal Superior Eleitoral e do Tribunal Regional Eleitoral de Santa Catarina. Houve 13.364 votos em branco e 7.152 votos nulos.
| Candidatos a governador do estado | Candidatos a vice-governador | Número | Coligação     | Votação | Percentual |
| --------------------------------- | ---------------------------- | ------ | ------------- | ------- | ---------- |
| Celso Ramos PSD                   | Ver abaixo -                 | -      | PSD, PTB, PDC | 261.752 | 51,98%     |
| Irineu Bornhausen UDN             | Ver abaixo -                 | -      | UDN, PTN, PSP | 241.724 | 48,02%     |

## Resultado da eleição para vice-governador
Os números a seguir têm por fonte os arquivos do Tribunal Superior Eleitoral e do Tribunal Regional Eleitoral de Santa Catarina. Houve 44.327 votos em branco e 9.288 votos nulos.
| Candidatos a governador do estado | Candidatos a vice-governador | Número | Coligação     | Votação | Percentual |
| --------------------------------- | ---------------------------- | ------ | ------------- | ------- | ---------- |
| Ver acima -                       | Doutel de Andrade PTB        | -      | PSD, PTB, PDC | 228.664 | 49,66%     |
| Ver acima -                       | Gomes de Oliveira PTN        | -      | UDN, PTN, PSP | 215.598 | 46,83%     |
| Avulso -                          | Martinho Callado Júnior PRP  | -      | PRP           | 16.105  | 3,51%      |